# Accord franco-italien de Rome (1935)

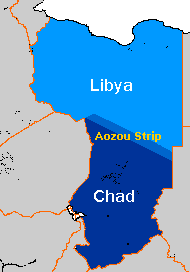
Carte montrant la bande d'Aozou, principale partie de l'accord Mussolini-Laval.

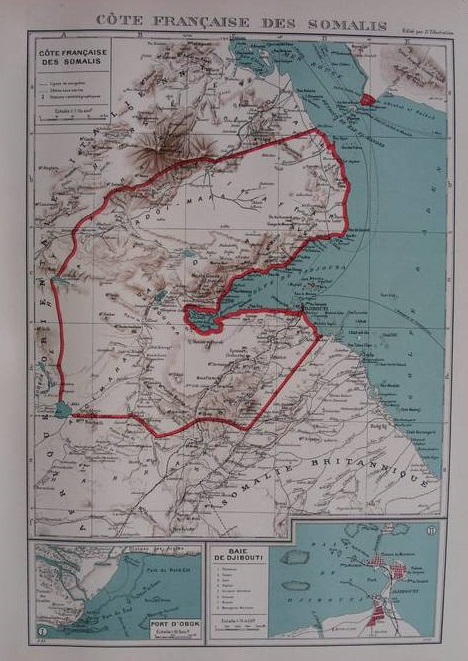
Carte montrant la nouvelle frontière entre l'Érythrée italienne et la Côte des Somalis française suivant l'accord Laval-Mussolini de janvier 1935. La Côte des Somalis française fut réduite au sud au détroit de Bab-el-Mandeb.

Pour les articles homonymes, voir Accord franco-italien.
L'accord franco-italien de Rome est un traité conclu entre la France et le royaume d'Italie, signé à Rome en 1935, concernant les possessions coloniales des deux pays en Afrique.

## Historique
Le 7 janvier 1935, le ministre français des Affaires étrangères Pierre Laval et le président du Conseil italien Benito Mussolini signent les accords franco-italiens à Rome.
Laval succède à Louis Barthou en tant que ministre des affaires étrangères après l'assassinat de celui-ci à Marseille, au côté du roi Alexandre Ier de Yougoslavie, le 9 octobre 1934 et emprunte à son prédécesseur l'idée d'un système de sécurité collective destiné à contenir la menace d'Adolf Hitler en Europe. 
Le 4 janvier 1935, Laval se rend à Rome, capitale de l'Italie fasciste, pour rencontrer Mussolini. C'est le début d'une offensive diplomatique destinée à endiguer l'Allemagne d'Hitler dans un réseau d'alliances.
Il propose à Mussolini un traité qui définit les parties contestées de la Côte française des Somalis (maintenant Djibouti) comme une partie de l'Érythrée, redéfinit le statut officiel des Italiens en Tunisie française et laissait les mains presque libres aux Italiens en Abyssinie (ce qui causera la crise en Abyssinie). L'Italie reçoit également la bande d'Aouzou, qui devait être transférée du Tchad français à la Libye italienne (cette question aura certaines implications pendant la Seconde Guerre mondiale et dans les relations post-coloniales entre la Libye et le Tchad).
En échange de toutes ces concessions, la France espère le soutien italien contre l'agression allemande, ce qui ne se passera pas.
L'accord est validé par une loi du Parlement français le 26 mars 1935, mais le Parlement italien ne l'accepte pas. Il est jugé trop « minimaliste » et ne concerne pas la Tunisie française, la Corse et Nice.
L'accord est aussi controversé en France. Le directeur du journal L'Humanité, Paul Vaillant-Couturier, dénonce un accord « que nous seuls, communistes, avons refusé de contresigner », et qui donnent les mains libres à l’Italie fasciste : « Le feu est mis à l’Éthiopie, et maintenant Mussolini menace de mettre le feu au monde entier (…) Mussolini libre de bafouer la conscience universelle, la loi de la jungle reconnue comme la seule règle internationale, c’est demain Hitler se jetant sur la Lituanie, sur l’Autriche, sur la Tchécoslovaquie, sur l’Alsace, sur la France…  »